# Sagartiogeton abyssorum
Sagartiogeton abyssorum is een zeeanemonensoort uit de familie Sagartiidae.
Sagartiogeton abyssorum is voor het eerst wetenschappelijk beschreven door Carlgren in 1942.